# Distoplectron minus
Distoplectron minus är en insektsart som beskrevs av Banks 1943. Distoplectron minus ingår i släktet Distoplectron och familjen myrlejonsländor. Inga underarter finns listade i Catalogue of Life.